# Михаил (черниговский князь, начало XIII века)
Михаил (Глебович? посл.треть XII в.— не позднее 1223/1246) — представитель черниговских Ольговичей, современник и, возможно, двоюродный брат гораздо более известного Михаила, князя черниговского, галицкого и киевского, погибшего в Золотой Орде в 1246 году и причисленного к лику святых. Место княжения неизвестно, может определяться предположительно в зависимости от того, кто был его отцом.

## Происхождение и потомство
В опубликованном Зотовым Р. В. Любецком синодике помимо великого князя Михаила (Святого) на поз. 17, погибшего в Орде, упомянут князь Михаил на поз. 18 вместе с женой Еленой, при том, что галицкая княжна Елена Романовна считается женой первого Михаила. Также в Любецком синодике упомянут Михаил на поз. 38, однако историки в основном склоняются к прочтению поз. 38 Константин Михайлович, как соответствующей поз. 51 Введенского синодика, более точного в некоторых моментах.
Квашнин-Самарин Н. Д. предполагал, что Константин синодика был сыном Михаила Святого. Зотов Р. В. не согласился с ним, тем не менее считая отца Константина (Михаила) внуком Святослава Всеволодовича черниговского, но через «шестого» сына Бориса, якобы упомянутого вместе с отцом на поз.24 Любецкого синодика. Однако, такое прочтение не было поддержано другими историками, отождествляющими князя на поз.24 синодика со Святославом Всеволодовичем трубчевским. Кроме того, Борисом в крещении уже был старший Святославич Владимир.
Войтович Л. В., как и Зотов Р. В., читал на поз.38 Михаил, но считал его братом Мстислава Глебовича и упомянутых рядом Антония Глебовича, Акинфа, Романа и Ивана (без отчеств). Все они, по мнению Войтовича Л. В., были сыновьями Глеба Святославича и погибли во время монгольского нашествия в 1239 году.
Также не поддерживается большинством историков основанная на летописях, родословных и действовавшем порядке наследования престола версия о том, что Михаил Всеволодович Святой был внуком не Святослава Всеволодовича черниговского, а его дяди Святослава Ольговича северского, при этом внуком Святослава Всеволодовича (и сыном Всеволода Чермного) был как раз гораздо менее известный Михаил Всеволодович, разве что занимавший в 1206 году престол Переяславля Южного.
Безносюк С. Н. допускает, что Михаил мог быть сыном как Глеба, так и  Владимира или Олега Святославичей. Он замечает, что в выписке из несохранившегося синодика рязанского Свято-Духова монастыря упоминаются Михаил с сыновьями Романом и Константином, и выдвигает версию о том, что Роман Старый, князь брянский и великий князь черниговский (1263—1288), был сыном рассматриваемого Михаила, а не Михаила Святого. Традиционная версия происхождения Романа Брянского подверглась серьёзной критике: Роман как сын Михаила Святого упоминается только в поздних родословных, а женитьба Владимира Васильковича волынского на дочери Романа была бы невозможна по церковным канонам, если бы Роман был сыном волынской княжны, то есть двоюродным братом Владимира.
Примечательно, что Зотов Р. В., развивая собственную идею о потомстве Олега Святославича стародубского, частично поддержанную Горским А. А., также считает великого князя черниговского XIV века Михаила Александровича и его отца Александра потомками Константина, как и Безносюк С. Н., но не Михайловича, а Ольговича, однако Шековым А. В. с привлечением Введенского синодика доказано, что Константина Ольговича не существовало, а за него Зотов Р. В. принял его отца Константина-Олега стародубского.
По версии Безроднова В. С., Константин, Акинф, Роман и Иван (поз.38—41 Любецкого синодика) были сыновьями Михаила и двоюродными братьями Романа и Леонтия брянских и черниговских и при этом княжили в Карачеве.

### Генеалогическое древо (предположительно)
- Святослав Всеволодович (1194)
  -  ?
    - Михаил
      - Роман Старый (1288)
      - Константин
        - Александр
          - Михаил Александрович (князь черниговский)

## Соотношение с Михаилом Святым и датировка
Владимир Святославич женился в 1178 году, Олег вторым браком — не позднее 1176 года, Всеволод — в 1179, а Глеб — в 1182. Помимо традиционной датировки рождения Михаила Святого 1179 годом (то есть годом свадьбы его родителей) существует и гораздо более поздняя датировка — 1195 годом. В последнем случае резко сдвигается и год женитьбы Михаила на Елене Романовне галицкой — с 1188/90 годов на 1211, гораздо ближе к годам рождения их детей: начиная с 1212/13 (Мария, ростовская княгиня с 1227 года), а матерью Елены оказывается с определённой долей вероятности не первая жена Романа Галицкого Предслава Рюриковна (развод не позже 1195 года), а вторая — Анна.
Что касается даты смерти Михаила, то в рамках традиционной версии происхождения Михаила Святого (как внука Святослава Всеволодовича) рассматриваемый Михаил должен был умереть не позже 1223 года, если был сыном Владимира или Олега, и не позже 1246, если был сыном Глеба. В рамках альтернативной версии происхождения Михаила Святого (как внука Святослава Ольговича) рассматриваемый Михаил уступал ему в старшинстве (был троюродным племянником), мог быть сыном любого из четверых старших Святославичей и умереть не позднее 1246 года: тогда в Чернигове стал княжить Всеволод Ярополкович, внук Ярослава Всеволодовича, в любом случае уступавший ему в старшинстве.

## Комментарии
1. ↑  Летописное известие от 1179 года о женитьбе среднего Святославича Всеволода на польской княжне предполагает нечётное количество сыновей, из которых Владимир-Борис уже упомянут отдельно на поз.20 Любецкого синодика.